# Países Bajos en los Juegos Olímpicos de Vancouver 2010
Los Países Bajos estuvieron representados en los Juegos Olímpicos de Vancouver 2010 por un total de 34 deportistas que compitieron en 4 deportes.
El portador de la bandera en la ceremonia de apertura fue el atleta de bobsleigh Timothy Beck.

## Medallistas
El equipo olímpico neerlandés obtuvo las siguientes medallas:
| Nombre                                                 | Deporte               | Competición                |
| ------------------------------------------------------ | --------------------- | -------------------------- |
| Oro                                                    |                       |                            |
| Mark Tuitert                                           | Patinaje de velocidad | 1500 m M                   |
| Sven Kramer                                            | Patinaje de velocidad | 5000 m M                   |
| Ireen Wüst                                             | Patinaje de velocidad | 1500 m F                   |
| Nicolien Sauerbreij                                    | Snowboard             | Eslalon gigante paralelo F |
| Plata                                                  |                       |                            |
| Annette Gerritsen                                      | Patinaje de velocidad | 1000 m F                   |
| Bronce                                                 |                       |                            |
| Bob de Jong                                            | Patinaje de velocidad | 10 000 m M                 |
| Jan Blokhuijsen Sven Kramer Simon Kuipers Mark Tuitert | Patinaje de velocidad | Persecución por eqs. M     |
| Laurine van Riessen                                    | Patinaje de velocidad | 1000 m F                   |